# كاترين حكيم
كاترين حكيم (بالإنجليزية: Catherine Hakim)‏ هي عالمة اجتماع بريطانية، ولدت في 30 مايو 1948 في إنجلترا في المملكة المتحدة.